# Patrícia Costa
Patrícia Costa (Paracatu, 8 de março de 1979) é uma jornalista brasileira.

## Carreira
Em 1993, aos 14 anos, começou a trabalhar como locutora da Boa Vista FM, em Paracatu. Em 2000, aos 18 anos, se mudou para Belo Horizonte para cursar jornalismo pela Pontifícia Universidade Católica de Minas Gerais (PUC-Minas), onde se formou em 2003. Em 2000 passou a apresentar os vídeos institucionais da montadora Fiat e foi contratada pela Rede Minas, afiliada da TV Cultura, para apresentar o programa Cine Magazine. Entre 2001 e 2002 apresentou o Jornal do Esporte com o jogador Dadá Maravilha e até 2006 o Jornal Minas. Em 2006 foi contratada pela Rede Alterosa para ser repórter do Jornal da Alterosa.
Em 2007 transferiu-se para a RecordTV Minas, onde apresentou o Tudo a Ver Minas. Também foi editora e foi apresentadora do MG Record. A transferência para São Paulo foi em 2010 para apresentar a previsão do tempo no Jornal da Record e a edição de sábado do Fala Brasil. De 2016 a 2020 foi apresentadora do Domingo Espetacular. Em junho de 2020, passou a apresentar a edição da noite do Jornal da Record 24h.
Em 17 de julho de 2023, após 16 anos, ela deixou a RecordTV, junto de outros profissionais.
Em 2024, foi contratada pela Jovem Pan para atuar como colunista do quadro JP Sustentável, exibido no Jornal da Manhã.

## Filmografia
| Ano        | Título               | Função        | Notas             | Emissora          |
| ---------- | -------------------- | ------------- | ----------------- | ----------------- |
| 2000       | Cine Magazine        | Apresentadora |                   | Rede Minas        |
| 2001–02    | Jornal de Esporte    | Apresentadora |                   | Rede Minas        |
| 2003–05    | Jornal Minas         | Apresentadora |                   | Rede Minas        |
| 2006       | Jornal da Alterosa   | Apresentadora |                   | TV Alterosa       |
| 2007       | Tudo a Ver: Minas    | Apresentadora |                   | Record Minas      |
| 2007–09    | MG Record            | Apresentadora |                   | Record Minas      |
| 2010–16    | Jornal da Record     | Colunista     | Previsão do tempo | Rede Record       |
| 2010–12    | Direto da Redação    | Apresentadora |                   | Record News       |
| 2016–20    | Domingo Espetacular  | Apresentadora |                   | Rede Record       |
| 2020–21    | Jornal da Record 24h | Apresentadora |                   | Rede Record       |
| 2021–23    | Fala Brasil          | Apresentadora | Aos sábados       | Rede Record       |
| 2024–atual | Jornal da Manhã      | Colunista     |                   | TV Jovem Pan News |

## Rádio
| Ano     | Função                             | Rádio        |
| ------- | ---------------------------------- | ------------ |
| 1996–99 | Locutora das vinhetas e comerciais | Boa Vista FM |